# Alexandra Schoos
Alexandra Schoos (Berdorf, 13 mei 1988) is een Luxemburgs politica bij de partij ADR. Ze werd in 2023 verkozen als het eerste vrouwelijke parlementslid namens haar partij, tevens was ze het eerste parlementslid voor haar partij uit het Kiesdistrict Est sinds 2009.

## Carrière
Alexandra is de dochter van voormalig partijvoorzitter van de ADR Jean Schoos. Al werd er volgens haar in haar kindertijd thuis weinig over politiek gesproken. Ze behaalde in 2014 een Master in dierengeneeskunde aan de universiteit van Wenen. In 2020 ging ze werken bij een lab in Dudelange gespecialiseerd in deze materie. In 2022 werd Schoos vicevoorzitter van haar partij. In 2023 werd ze verkozen als lid van de Kamer van Afgevaardigden en gaf ze haar werk als dierenarts op om op de politiek te kunnen focussen. Op 17 maart 2024 werd ze door het ADR-congres verkozen tot voorzitter van de partij. De voormalige partijvoorzitter Fred Keup had zich niet gekandideerd voor een nieuwe termijn en ze versloeg Laurent Galinaro met 84% van de stemmen.